# Розіньяно-Монферрато
Розіньяно-Монферрато (італ. Rosignano Monferrato, п'єм. Arzgnan) — муніципалітет в Італії, у регіоні П'ємонт,  провінція Алессандрія.
Розіньяно-Монферрато розташоване на відстані близько 490 км на північний захід від Рима, 55 км на схід від Турина, 26 км на північний захід від Алессандрії.
Населення — 1585 осіб (2014).
Щорічний фестиваль відбувається 8 травня. Покровитель — святий Віктор il Moro.

## Демографія
Населення за роками:

Станом на 1 січня 2023 року в муніципалітеті офіційно проживали 52 іноземці з 14 країн, серед них 26 громадян країн Євросоюзу.

## Сусідні муніципалітети
- Каманья-Монферрато
- Казале-Монферрато
- Челла-Монте
- Фрассінелло-Монферрато
- Оццано-Монферрато
- Сан-Джорджо-Монферрато
- Терруджа